# Душа (филм)
Душа (енгл. Soul) је амерички рачунарски-анимирани фантастично-драмедијски филм из 2020. године студија Pixar Animation Studios за дистрибутера Walt Disney Studios Motion Pictures. Редитељ филма је Пит Доктер и ко-редитељ Кемп Паверс и написали су Доктер, Пауерс и Мајк Џоунс, гласове позајмљују Џејми Фокс, Тина Феј, Грејем Нортон, Рејчел Хаус, Алис Брага, Ричард Ајоади, Филисија Рашад, Донел Ролингс, Questlove и Анџела Басет. Прича прати средњошколског професора музичког имена Џо Гарнер, који покушава да споји своју душу и тело након што су случајно раздвојени, непосредно пре његове велике свирке као џез музичара. Душа је први филм студија Pixar који садржи афроамеричког протагонисту.
Доктер је почео развој филма током 2016, радећи од својих размишљања о пореклу људских личности и концепту детерминизма. Он је написао сценарио заједно са Мајком Џоунсом и Паверсом. Продуценти филма консултовали су разне џез музичаре, укључујући Хербија Хенкока и Тери Лин Карингтон и анимирали музичке секвенце користећи сесије музичара Џона Батисте као референцу. Осим Батистових оригиналних џез композиција, музичари Трент Резнор и Атикус Рос такође су компоновали музику филма.
Премијера филма Душа била је 11. октобра 2020. на Лондонском филмском фестивалу. Иако је првобитно требао бити биоскопски објављен у Сједињеним Државама, филм је објављен 25. децембра 2020. за стримовање на стриминг услузи Disney+ и биоскопски у земљама без стриминг услуге. Постао је први дугометражни филм студија Pixar који није свуда биоскопски објављен и први који се обрачунава као оригинални филм стриминг услуге Disney+. Премијера филма Душа у Србији била је 4. марта 2021. чију дистрибуцију ради MegaCom Film и синхронизацију студио Ливада Београд.

## Радња
Џо је учитељ музике који добија шансу и ретку животну прилику да свира у најбољем џез клубу у граду. Међутим, један мали несмотрен корак одвешће га са улица Њујорка у необично окружење, фантастично место где нове душе добијају своју личност, необичне навике и интересовања пре него што се појаве и дођу на Земљу.
Одлучан да се врати своме животу на Земљи Џо се удружује са душом 22, која никад није разумела привлачност људског искуства. Док Џо очајнички покушава да јој покаже шта је то лепо у вези са живљењем, успева и сам донекле да открије одговоре на нека важна животна питања.

## Улоге
| Улога          | Српски глас           | Име лика               |
| -------------- | --------------------- | ---------------------- |
| Џејми Фокс     | Хаџи Ненад Маричић    | Џо Гартнер             |
| Тина Феј       | Jелена Тркуља         | 22                     |
| Грејам Нортон  | Дубравко Jовановић    | Хамфри Рафлшир/Месечар |
| Рејчел Хаус    | Ивана Николић         | Тери                   |
| Филисија Рашад | Драга Ћирић Живановић | Либа Гартнер           |
| Донел Ролингс  | Борис Пинговић        | Дез Вејд               |
| Questlove      | Владан Милић          | Ламон Бејкер           |
| Анџела Басет   | Душица Новаковић      | Доротеа Вилијамс       |